# Filientomon duodecimsetosum
Filientomon duodecimsetosum är en urinsektsart som beskrevs av Nakamura 2004. Filientomon duodecimsetosum ingår i släktet Filientomon och familjen lönntrevfotingar. Inga underarter finns listade i Catalogue of Life.